# Сафаревич, Ян
Ян Сафаревич (пол. Jan Safarewicz; 8 февраля 1904, по другим сведениям 9 февраля, Динабург — 9 апреля 1992, Краков) — польский языковед, профессор Ягеллонского университета, член Польской академии наук; почётный доктор Вильнюсского университета и Ягеллонского университета.

## Биография
Сын налогового чиновника (получившего образование в области классической филологии. После ранней смерти родителей воспитывался дядей Александром Сафаревичем, бактериологом и профессором виленского Университета Стефана Батория. Окончил гимназию имени короля Сигизмунда Августа в Вильно в 1922 году и поступил в Университет Стефана Батория, где изучал языкознание и классическую филологию. В 1927 году получил степень доктора философии за работу „De inscriptione I. G II 971“. В 1927—1930 годах совершенствовался в Париже, в частности, под руководством Эмиля Бенвениста и Антуана Мейе. В 1932 году после хабилитации в Университете Стефана Батория (работа „Le rhotacisme latin“ стал доцентом на кафедре индоевропейского языкознания. 
В 1935 году перешёл в Ягеллонский университет, где заведовал кафедрой индоевропейского языкознания (преподавал и литовский язык). В 1937 году стал экстраординарным профессором, в 1948 году профессором ординарным. Во время войны преподавал в подпольном университете (1942—1945). В 1948 году перешёл на кафедру общего языкознания, в 1965—1973 годах был её заведующим. В 1954—1956 и 1963—1964 годах был деканом филологического факультета. В 1952—1967 годах председатель научного совета лаборатории словаря латинского языка ПАН.
С 1945 года был членом-корреспондентом, с 1951 года действительным членом Польской академии знаний (в 1989 году стал членом восстановленной Польской академии знаний). В 1958 году стал член-корреспондентом Польской академии наук, c 1964 года действительный член ПАН. В 1971—1974 годах председатель Комитета языкознания ПАН. 
В 1982 году стал членом возобновленного Варшавского научного общества. Участвовал в работе Польского языковедческого общества (Polskie Towarzystwo Językoznawcze) (председатель в 1958—1961 и 1966—1968 годах), а также Общества любителей польского языка (Towarzystwo Miłośników Języka Polskiego) (председатель в 1969—1984 годах). 
В 1969—1981 годах был редактором журнала „Język Polski“, в 1975—1990 годах — главный редактор журнала „Acta Baltico-Slavica“.
Жена Сафаревича Халина Сафаревич была профессором русской филологии в Ягеллонском университете, дочь Ванда Бачковска — историк.

## Научная деятельность
Научная деятельность охватывала изучение балтских языков, романское языкознание, индоеропеистику, историческую грамматику, общее языкознание, латинистику, элленистику. Сафаревич первым обнаружил и в 1938 году опубликовал акростихи в стихотворном предисловии в первой литовской книге „Katechizmusa prasty szadei…“ Мартинаса Мажвидаса (1547) и в его же переводе с немецкого „Forma chrikštima“ (1559).

### Основные труды
- „Gramatyka historyczna języka łacińskiego. Składnia“ (1950)
- „Zarys gramatyki historycznej języka łacińskiego. Fonetyka historyczna i fleksja“ (1953)
- „Studia językoznawcze“ (1967)
- „Łacina i jej historia“ (1968)
- „Historische lateinische Grammatik“ (1969)
- „Zarys historii języka łacińskiego“ (1986)

## Награды и звания
- Медаль Польской академии наук имени Коперника (1977)
- Доктор honoris causa Вильнюсского государственного университета за достижения заслуги в балтском и литовском языкознании (1979)
- Доктор honoris causa Ягеллонского университета (1985)
- Кавалерский крест ордена Возрождения Польши
- Командорский крест ордена Возрождения Польши
- Медаль Комиссии национальной эдукации
- Орден «Знамя Труда» первой степени